# Henry Rono
Henry Rono, född 12 februari 1952 i Nandi Hills i Kenya, död 15 februari 2024 i Nairobi i Kenya, var en kenyansk friidrottare som specialiserade sig på långdistanslöpning. Trots att han aldrig deltog i de olympiska spelen, betraktas han som en av de mest framstående collegelöparna i USA:s friidrottshistoria.

## Biografi

### Uppväxt och utbildning
Rono föddes i Nandi Hills och tillhörde Nandi-stammen. Han började springa redan i grundskolan. År 1976 flyttade han till USA för att studera vid Washington State University, där han tränades av John Chaplin.

### Collegelöpning och rekord
Under sin tid vid Washington State blev Rono den tredje löparen i historien att vinna NCAA Cross Country Championship tre gånger (1976, 1977 och 1979). Han vann även NCAA-mästerskapen i hinderlöpning 1978 och 1979 samt inomhusmästerskapet på 3 000 meter 1977.
År 1978 hade han sin mest framstående säsong, då han under en period på 81 dagar slog fyra världsrekord:
- 10 000 meter 27:22,5
- 5 000 meter 13:08,4
- 3 000 meter hinder 8:05,4
- 3 000 meter 7:32,1 1

Han vann även guld på både 5 000 meter och 3 000 meter hinder vid Samväldesspelen i Edmonton samma år.
Rono satte ytterligare ett världsrekord på 5 000 meter 1981 med tiden 13:06,20. Hans rekord på 3 000 meter hinder stod sig i elva år och är fortfarande ett collegerekord i USA.

### Senare liv
Efter sin aktiva karriär arbetade Rono som tränare och lärare i specialpedagogik i Albuquerque, New Mexico. Han publicerade sin självbiografi Olympic Dream år 2007. Rono avled efter en kort tids sjukdom den 15 februari 2024, vid 72 års ålder.

## Personliga rekord
- 1 engelsk mil (inomhus) 3:59,2 (1977)
- 3 000 meter 7:32,1 (1978)
- 5 000 meter 13:06,20 (1981)
- 10 000 meter 27:22,47 (1978)
- 3 000 meter hinder 8:05,4 (1978) 1

## Utmärkelser
- Världens bästa friidrottare enligt Track & Field News (1978)
- NCAA-mästare flera gånger
- Världsrekordhållare i fem distanser under sin karriär